# الکس منگلز
الکس منگلز (انگلیسی: Alex Mangels؛ زادهٔ ۲۹ ژوئیهٔ ۱۹۹۳) بازیکن فوتبال اهل ایالات متحده آمریکا است.